# Sonata per a violí i piano núm. 3 (Brahms)
La Sonata per a violí i piano núm. 3 en re menor, Op. 108, de Johannes Brahms és una obra de música de cambra composta entre 1886 i 1888. Dedicada al director d'orquestra i amic Hans von Bülow, fou estrenada el 22 de desembre de 1888 a Budapest amb Jenő Hubay al violoncel i Brahms al piano.
Composta en el mateix període que la Sonata per a violí i piano núm. 2, té més protagonisme al piano que en les dues precedents.

## Anàlisi musical
A diferència de les altres sonates per a violí i piano de Brahms, consta de quatre moviments:
1. Allegro alla breve
2. Adagio (en re major, compàs 3/8)
3. Un poco presto e con sentimento (en fa sostingut menor, compàs 2/4)
4. Presto agitato (en re menor, compàs 6/8)

La durada de l'execució és d'uns 22 minuts.
El primer moviment està en la forma sonata tradicional. El primer tema, una llarga melodia molt lírica en re menor, que presenta sotto voce el violí amb el piano que fa un senzill acompanyament.
El segon moviment, en re major, és una cavatina lírica i suau a càrrec del violí, amb el piano que fa el paper d'acompanyant al llarg de tot l'Adagio. El caràcter és romàntic i nostàlgic, amb el compàs 3/8, amb un ritme lent de vals.
En contrast amb el segon moviment, en aquest moviment el piano té més protagonisme. El piano afirma el tema principal, un balbuceig, inquiet i scherzando en fa sostingut menor, amb el violí que proporciona un senzill acompanyament amb ritme que complementa i intercala amb breus fragments melòdics.
El quart i darrer moviment torna a la tonalitat principal de re menor. És el més virtuós dels quatre moviments i té un caràcter frenètic i apassionat, juntament amb el compàs 6/8, que suggereix una tarantel·la. L'estructura és similar a la del primer moviment, amb dos temes contrastants units entre si per interludis de fragments i modulacions melòdiques.